# Relazioni bilaterali tra Burkina Faso e Corea del Nord
Le relazioni Burkina Faso-Corea del Nord si riferiscono al rapporto attuale e storico tra la Repubblica Popolare Democratica di Corea (RDPC) e il Burkina Faso. Nessuno dei due paesi mantiene un'ambasciata nell'altro, sebbene la RPDC in precedenza avesse un ambasciatore accreditato nella capitale del Burkinabé Ouagadougou.